# Tramvaiul din Sibiu
Tramvaiul din Sibiu a fost dat în folosință la 8 septembrie 1905.
Preocuparea introducerii unor mijloace de transport în comun în orașul Sibiu, datează încă din anul 1893, când s-au pornit discuții oficiale în aceasta direcție. În anul 1904 a început circulația cu 4 omnibuze cu tracțiune electrică pe roți, fără linie ferată. În urma experienței cu omnibuzele care pe timp ploios derapau și se deplasau anevoios în 1905 s-a construit prima linie de tramvai, de o firmă din Budapesta.
Prima linie făcea legătura între Gara Mare, Sibiu-Oberstadt (Orașul de Sus) și Erlenpark (Parcul Sub Arini, Olimpia). În 1910 linia a fost prelungită până la Marginea Dumbrăvii (Cimitir). În 1915 linia a fost prelungită până la stația Junger Wald (Han Dumbrava), iar în 1948 până la Rășinari.
Linia din Unterstadt (Orașul de Jos) a fost introdusă  în 1912 pe ruta Piața Gării - Piața Lemnelor (Piața Cibin), prelungită în 1927 până la stația Piața Konrad (Piața Cluj), apoi în 1929 până la stația Gara Turnișor.
Datorită uzurii exagerate a liniei de tramvai din Unterstadt (Orașul de Jos), în 1966 s-a desființat linia de la Gara Turnișor la Piața Cibin, iar în anul următor de la Piața Cibin la Gara Sibiu.
În 1970 s-a dezafectat linia de tramvai între Gara Sibiu și Fabrica de Confecții și în 1972 de la Fabrica de Confecții la Cimitirul Principal. Deoarece depoul de tramvaie din zona gării s-a desființat în 1970, s-a realizat un nou depou în cadrul autobazei Dumbrăvii.
Linia de tramvai Sibiu-Rășinari a fost singura care a supraviețuit dezafectărilor de linii de tramvai din orașul Sibiu din perioada anilor 1966-1972. În anii „epocii de aur”, de mai multe ori, această linie fost în pericol de a fi închisă, în principal din cauza lipsei materialului rulant. Deoarece vagoanele pe două osii tip Î.T. București, achiziționate la începutul anilor `60 ajunseseră într-o avansată stare de degradare, acestea au fost retrase în 1987 și înlocuite cu trei vagoane motor și două remorci, tip Timiș. Mult prea grele pentru infrastructura învechită, aceste vagoane au dus la degradarea liniilor. În 1992 aceste vagoane au fost retrase din circulație.
Secțiunea de la marginea orașului (Cimitirul Municipal) până la Rășinari a funcționat până în 2012, după care șinele de pe tronsonul Cimitir-Grădina Zoologică au fost demontate ulterior. În anul 2013, Tursib a retrocedat restul de 7 km (Rășinari-Grădina Zoologică) primăriei din localitatea omonimă, alături de vagoanele de tramvai, iar în perioada 2015-2017 linia a fost reparată, după această perioadă fiind efectuate probe ocazionale.
La finele lui 2012, tramvaiul Sibiu-Rășinari a fost „demis” din transportul public local, el circulând doar la zile mari, ori în scop turistic, ori în scop artistic ca „scenă pe roți” a unor spectacole realizate de Teatrul „Radu Stanca”. În 2012, tramvaiul a fost „pasat” de autoritățile locale sibiene Primăriei Rășinari. După o poveste destul de lungă, în care piedicile de orice fel păreau să fi organizat o conspirație întreagă pentru ca tramvaiul altădată celebru și iubit atât de sibieni cât și de rășinăreni să stea la infinit pe linie moartă. În anul 2013, Tursib a retrocedat restul de 7 km (Rășinari-Grădina Zoologică) primăriei din localitatea omonimă, alături de vagoanele de tramvai, iar în perioada 2015-2017 linia a fost reparată, după această perioadă fiind efectuate probe ocazionale.. După o serie de inaugurări veșnic amânate, la 12 ianuarie 2018, ora 11:00, în stația de la Dumbrava (Zoo), lumea aștepta tramvaiul pentru a se plimba, în cursa inaugurală a „noii” linii turistice Dumbrava Sibiului (Grădina Zoologică) - Rășinari și retur.

## Garnituri
| Imagine | Tramvai | Ani de funcționare | Număr de tramvaie | Numerele de parc   |
| ------- | ------- | ------------------ | ----------------- | ------------------ |
|         | V56     | ?-1993             | 17                | 1–17               |
|         | Timiș2  | 1987–1990          | 4                 | 5–8                |
|         | Be4/4   | 1993–2011          | 4                 | 721, 724, 727, 991 |

## Linii

### Desființate
- Turnișor gară − Piața Cibin (desființată în 1966)
- Piața Cibin − Gara Sibiu (desființată în 1967)
- Gară − Fabrica de confecții (desființată între anii 1971–1972)
- Fabrica de confecții − Cimitir (desființată între anii 1972–1974)
- Cimitir − Grădina Zoologică (desființată în 2011)